# Edo Peročević
Eduard "Edo" Peročević (Sarajevo, 3. listopada 1937. – Zagreb, 29. travnja 2007.), bio je hrvatski kazališni, televizijski i filmski glumac.

## Životopis
Eduard Peročević rodio se u Sarajevu, 3. listopada 1937. Po završetku Kazališne akademije u Zagrebu od 1962. godine tri godine kao glumac radi u istarskom kazalištu u Puli, gdje je odigrao velik broj uloga. Kako je u Puli sve više zamirao kazališni život, Peročević dolazi u Zagreb, gdje djeluje kao slobodni umjetnik. 
Od 1969. godine bio je radijski voditelj. Iste je godine prvi u bivšoj Jugoslaviji počeo voditi emisije uživo, tj. emisiju »Porodični semafor«. Od 1979. godine radi i kao voditelj na tadašnjoj Televiziji Zagreb. U svojem glumačkom životu nastupao je i kao pjevač i kao plesač. Najzapamćeniji je po ulogama oca u filmu "Vuk samotnjak", konduktera Saperlota u filmu "Vlak u snijegu", Lukača u seriji »Povratak u Vučjak«, Damira Travice iz serije "Smogovci". 
Umro je iznenada u 70-oj godini života, u Zagrebu.

## Televizijske uloge
- "Bibin svijet" kao gospodin Laprdić (2007.)
- "Odmori se, zaslužio si" kao profesor Gušić (2006.)
- "Bitange i princeze" kao načelnik (2005.)
- "Tuđinac" (1990.)
- "Dvanaestorica žigosanih (serija)" kao vozač (1988.)
- "Putovanje u Vučjak" kao Jakob Lukač (1986. – 1987.)
- "Smogovci" kao Damir Travica (1982. – 1986.)
- "Brisani prostor" kao Jokas (1985.)
- "Inspektor Vinko" kao trener Pišta (1984.)
- "Nepokoreni grad" kao konspirator (1981.)
- "Mačak pod šljemom" kao komesar (1978.)
- "Nikola Tesla" (1977.)
- "U registraturi" kao mladi Mecena (1974.)
- "Kuda idu divlje svinje" kao skelar (1971.)
- "Fiškal" (1970.)

## Filmske uloge
- "Duga mračna noć" kao zamjenik sobnog (2004.)
- "Ispovijed koju niste zavrijedili" (1999.)
- "Maršal" kao Jure (1999.)
- "Garcia" (1999.)
- "Kanjon opasnih igara" kao speleolog (1998.)
- "Djed i baka se rastaju" kao Franjo (1996.)
- "Prepoznavanje" kao Milan (1996.)
- "Posebna vožnja" (1995.)
- "Olovna pričest" (1995.)
- "Cijena života" kao Tuco (1994.)
- "Vrijeme za ..." kao Ilija (1993.)
- "Priča iz Hrvatske" (1991.)
- "Vrijeme ratnika" kao ribočuvar (1991.)
- "Donator" kao seljak s konjem (1989.)
- "Leo i Brigita" kao Karlo Doxa (1989.)
- "Život sa stricem" (1988.)
- "Obećana zemlja" (1986.)
- "Horvatov izbor" kao Jakob (1985.)
- "Tajna starog tavana" kao inspektor (1984.)
- "Zadarski memento" kao ribar koji rasteže mrežu (1984.)
- "Banović Strahinja" (1983.)
- "Hoću živjeti" (1982.)
- "Tamburaši" kao Mika (1982.)
- "Banović Strahinja" kao Turčin - član Alijine bande (1981.)
- "Gosti iz galaksije" kao redaktor (1981.)
- "Samo jednom se ljubi" (1981.)
- "Tajna Nikole Tesle" (1980.)
- "Čovjek koga treba ubiti" (1979.)
- "Pravo mjesto" kao gospodin sa omčom (1978.)
- "Posljednji podvig diverzanta Oblaka" (1978.)
- "Akcija stadion" kao profesor ilegalac (1977.)
- "Vlak u snijegu" kao kondukter Saperlot (1976.)
- "Samac" kao predsjednik sindikata (1976.)
- "Izbavitelj" kao policajac (1976.)
- "Kuća" kao Vlado (1975.)
- "Pravednik" (1974.)
- "Lov" kao Božo (1974.)
- "Živjeti od ljubavi" kao nastavnik tjelesnog (1973.)
- "Prijatelji" kao policajac #2 (1972.)
- "Harmonika" (1972.)
- "Vuk samotnjak" kao otac (1972.)
- "Makedonski dio pakla" kao Dime Pavtar (1971.)
- "U gori raste zelen bor" kao ustaša (1971.)
- "Ana i Eva" (1970.)
- "Hranjenik" (1970.)
- "Kratka noć" (1970.)
- "Lisice" kao Baletić (1969.)
- "Ljubav i poneka psovka" kao Luka (1969.)
- "Događaj" (1969.)
- "Donator" (1969.)
- "Priča o Saku i Vancetiju" (1968.)

## Sinkronizacija
- "Roboti" kao gđa. Brtvić (2005.)
- "Scooby-Doo i prijatelji" kao Sitni Nemilostivi i zli duh iz svjetionika (1996.)
- "Obitelj Kremenko: Božićna pjesma" kao gospodin Slate (Jacob Marbley) (1995.)
- "Tri praščića" kao Filozof, pripovjedač i lešinar (1995.)
- "Balto" kao Steele (1995.)
- "12 dana Božića" kao Sir Carol Boom (GoodTimes Entertainment) (1995.)
- "Božićni vijenčić" kao Ebenezer Scrooge (Jetlag Productions i GoodTimes Entertainment) (1995.)
- "Curly - najmanji psić na svijetu" kao brkati miš (Jetlag Productions i GoodTimes Entertainment) (1995.)
- "Asterix u Americi" kao Centurion (1994.)

## Vanjske poveznice
- Edo Peročević u internetskoj bazi filmova IMDb-u (engl.)